# The Pseudo Prodigal
The Pseudo Prodigal est un film américain réalisé par Raoul Walsh, sorti en 1913.

## Fiche technique
- Titre original : The Pseudo Prodigal
- Réalisation : Raoul Walsh
- Société de production : Reliance Film Company
- Société de distribution : Mutual Film
- Pays de production :  États-Unis
- Langue originale : anglais
- Format : noir et blanc — 35 mm — 1,37:1 — Film muet
- Genre : drame
- Durée : une bobine - 300 m
- Date de sortie : 
  - États-Unis : 20 décembre 1913

## Distribution
- Robert Harron : le fils prodigue
- Miriam Cooper : sa fiancée
- Ralph Lewis : son père
- Raoul Walsh : son rival
- Sue Balfour : la religieuse